# Sweet Kisses
Sweet Kisses är popsångerskan Jessica Simpsons första album. Det släpptes den 9 november 1999. Skivan gick in på plats 25 på Billboard listan i USA och lyckades sälja 1,9 miljoner exemplar (dubbel platina). På skivan arbetade hon bland andra med framtida maken Nick Lachey och tjejgruppen Destiny's Child. Albumet innehåller:

## Låtlista
1. "I Wanna Love You Forever" (Louis Biancaniello, Sam Watters) - 4:26
2. "I Think I'm in Love with You" (John Mellencamp, Corey Rooney, Dan Shea) - 3:18
3. "Where You Are" med Nick Lachey (Biancaniello, Nick Lachey, A. Stampoulou, Watters) - 4:27
4. "Final Heartbreak" (Eric Foster White) - 3:40
5. "Woman in Me" med Destiny's Child (A. Bagge, M. Beckman) - 3:51
6. "I've Got My Eyes on You" (J. Aberg, P. Reins) - 3:35
7. "Betcha She Don't Love You" (E. Rogers, Casie Sturkie) - 4:14
8. "My Wonderful" (L. Jones, D. Sills) - 4:14
9. "Sweet Kisses" (A. Goldmark, J.D. Hicks, J. Houston) - 3:23
10. "Your Faith in Me" (Dave DeViller, Sean Hosein, Lacy) - 4:24
11. "Heart of Innocence" (G. Baker, P. Carpenter, F.J. Meyers, Jessica Simpson) - 4:56

## Singlar
- I Wanna Love You Forever
- Where You Are med Nick Lachey
- I Think I'm In Love With You